# Chaoulli c. Québec (Procureur général)
Chaoulli c. Québec (Procureur général) est un arrêt de principe de la Cour suprême du Canada rendu en 2005 concernant l'inconstitutionnalité de la prohibition de l'assurance privée dans le système des soins de santé du Québec.

## Les faits
Dès son arrivée au Québec en 1977, le médecin d'origine française Jacques Chaoulli a été confronté aux besoins insatisfaits de patients. En 1991, il crée un service d'appel et de soins à domicile, mais il subit des sanctions financières de l'Union médicale du Québec.
Il se présente brièvement aux élections avant d'entreprendre une bataille juridique pour contester la prohibition de l'assurance privée. Il est soutenu  dans sa démarche judiciaire par une bonne partie de ses patients et il est aidé par son beau-père qui finance depuis le Japon (avec des frais de justice s’élevant à plus de 600 000 $). Pour mieux se défendre, il entreprend des études de droit en 1999 au cours desquelles il fait part de son interprétation personnelle de la Constitution du Canada auprès de ses professeurs sans obtenir un diplôme.
Ayant souffert dans le passé de nombreux problèmes de santé dont une arthroplastie de la hanche, le vendeur de 73 ans George Zeliotis est devenu un ardent défenseur de la réduction des délais d'attente des patients dans les hôpitaux du Québec.
Le docteur Chaoulli fait cause commune avec M. Zelotis pour contester la constitutionnalité de prohibition de l'assurance de soins de santé privée.

## Jugement de première instance
Il perd par deux fois en première instance, avant de faire appel en Cour suprême du Canada et obtenir enfin gain de cause en 2005.

## Argumentation de Chaoulli
L'argumentaire de Chaoulli devant cette Cour a été (en substance) le suivant :

« Le système obligatoire d'assurance santé remet-il en cause les droits de l'homme ?
Les droits de l'homme établissent :
- le droit de vivre ;
- le droit à la sécurité ;
- le droit à la liberté individuelle.

L'objectif d'un État consiste à garantir l'accès aux soins à tous, y compris aux plus démunis.
Le seul critère juridique autorisant un État à porter atteinte aux droits de l'homme est « de poursuivre un objectif d'intérêt général nécessaire et véritable ».
- Y a-t-il atteinte à la liberté individuelle si une personne est empêchée de sortir d'un plan d'assurance obligatoire ?
- Y a-t-il une atteinte au droit à la vie ?
- Y a-t-il une atteinte au droit à la sécurité ?

Si, pour une de ces questions, la réponse est positive, le plan d'assurance obligatoire est-il nécessaire pour atteindre l’objectif légitime fixé ? » »

Chaoulli a démontré que Zeliotis aurait pu disposer d'un remplacement rapide de sa hanche et vivre une vie normale s'il n'en avait été empêché par l’obligation de soin et de prise en charge dans le cadre du système national.

## Jugement de la Cour suprême
Le pourvoi de Chaoulli est accueilli.

## Motifs du jugement

### La juge Deschamps
La juge Marie Deschamps commence par cerner la question comme étant celle de savoir si la prohibition est « justifiée par le besoin de préserver l’intégrité » du régime de santé public québécois. Ce n'est pas de remettre en cause le système de santé à palier unique lui-même. En examinant le contexte législatif de l'affaire, elle met en garde contre la politisation de la question et contre le caractère émotif du débat public.
La Cour d'appel a qualifié la question comme une atteinte à un droit économique, qualification qui est rejetée par Deschamps. Elle ajoute que les longues attentes dans les hôpitaux peuvent entraîner des décès et que les soins de santé privés interdits par les lois du Québec auraient probablement sauvé ces vies. Les listes d'attente, affirme-t-elle, sont une forme implicite de rationnement, et c'est la politique de rationnement du gouvernement qui est contestée ici comme une violation du droit à la « sécurité de la personne » (selon la Charte canadienne) et à « l'intégrité de sa personne » (par la Charte québécoise).
Deschamps se range du côté du juge de première instance, qui a conclu à une violation de l'article 7 de la Charte canadienne des droits et libertés, mais elle l'interprète comme étant davantage une violation de l'article 1 de la Charte québécoise. Elle adopte une interprétation large, citant R. c. Morgentaler entre autres comme étant des exemples de retard de traitement médical et de violation de la sécurité de la personne. Elle rejette en outre l'affirmation des juges dissidents selon laquelle un patient pourrait demander un traitement médical à l'extérieur de la province comme étant trop radicale et limitée à un seul cas.
Passant à l'analyse requise pour justifier la violation, Deschamps indique que la règle d'« atteinte minimale » est celle qui présente le plus d'intérêt. Des témoignages d'experts et de témoins ont été examinés, qu'elle n'a pas trouvés particulièrement crédibles ou utiles. Elle examine ensuite la législation en matière de santé des autres provinces, constatant que l'absence de législation prohibitive lui permet de conclure que les lois québécoises ne sont pas nécessaires pour préserver le régime de santé publique. Des études sur les programmes de santé publique dans d'autres pays examinés par Deschamps appuient cette affirmation.
Elle examine la question de la déférence envers le gouvernement. « Lorsqu’ils disposent des outils nécessaires à la prise d’une décision, les tribunaux ne devraient pas hésiter à assumer leurs responsabilités », affirme-t-elle. Les politiques sociales élaborées par le gouvernement ne devraient pas être refusées par les tribunaux. La déférence ne devrait être accordée qu'avec une justification conforme aux valeurs démocratiques et suffisamment nécessaire pour maintenir l'ordre public.
En conclusion, Deschamps pointe carrément du doigt le gouvernement et suggère la nécessité d'un changement : 

« Le gouvernement tarde à agir depuis de nombreuses années et la situation ne cesse de se détériorer.  Il ne s’agit pourtant pas d’un cas où des données scientifiques manquantes pourraient permettre de prendre une décision plus éclairée.  Le principe de prudence, si populaire en matière d’environnement et de recherche médicale, ne peut être transposé en l’espèce.  Le régime québécois permet au gouvernement de contrôler ses effectifs à plus d’un niveau, que ce soit par l’utilisation du temps des professionnels après que ceux-ci ont atteint le maximum de la rémunération par l’État, par le recours à la disposition permettant de forcer un médecin à fournir des services même s’il n’est pas participant (art. 30 LAM), ou encore par la mise en œuvre de mesures moins contraignantes, comme celles prises dans les quatre provinces canadiennes qui ne prohibent pas l’assurance privée ou dans les autres pays de l’OCDE.  Le gouvernement a certes le choix des moyens, mais il n’a pas celui de ne pas réagir devant la violation du droit à la sécurité des Québécois.  Le gouvernement n’a pas motivé son inaction.  L’inertie ne peut servir d’argument pour justifier la déférence. »

### Les juges McLachlin et Major
Les juges Beverley McLachlin et John C. Major sont tous deux d'accord avec le raisonnement de Deschamp mais s'appuient davantage sur les articles 7 et 1 de la Charte canadienne pour parvenir au même résultat. Ils observent que « La Charte ne confère aucun droit constitutionnel distinct à des soins de santé. Cependant, lorsque le gouvernement établit un régime de soins de santé, ce régime doit respecter la Charte ».
Pour déterminer une violation de la Charte, ils examinent en quoi les lois québécoises diffèrent de la Loi canadienne sur la santé. Ils observent que contrairement à d'autres lois, les lois contestées suppriment la possibilité de contracter une assurance-maladie privée et créent en fait un quasi-monopole pour le système de santé public. Comme il y a une preuve de retards de service importants, ce monopole porte atteinte au droit à la sécurité de la personne. Les retards de traitement médical peuvent avoir des conséquences physiques et stressantes.

## Jugement dissident des juges Binnie et Lebel
Ils commencent par formuler la question comme n'étant pas une question de rationnement, mais plutôt
« si la Constitution habilite la province de Québec non seulement à établir un régime de santé complet unique, mais également à empêcher la création d’un secteur de la santé parallèle (privé) en interdisant la souscription et la vente d’assurance maladie privée ».
Ils décrivent alors le problème comme une question d'ordre public et de valeurs sociales dont il n'appartient pas aux tribunaux de trancher : « À notre avis, la thèse des appelants repose non pas sur le droit constitutionnel mais sur leur désaccord avec le gouvernement québécois au sujet d’aspects particuliers de sa politique sociale. C’est à l’Assemblée nationale qu’il appartient de discuter et d’établir la politique sociale du Québec ».
La caractérisation du problème par les juges majoritaires contient trop d'ambiguïté, affirment-ils. Comment le tribunal peut-il déterminer ce qu'est un temps d'attente « raisonnable », demandent-ils ?
Binnie et LeBel contestent principalement l'affirmation de la majorité selon laquelle la loi est arbitraire et contraire aux principes de justice fondamentale : 

« Pour l’instant, qu’il suffise de dire que nous considérons que l’argumentation des appelants relative au « caractère arbitraire » repose, dans une large mesure, sur des généralisations relatives au système public.  Celles‑ci découlent elles‑mêmes d’événements isolés, d’une perception trop optimiste des avantages de l’assurance maladie privée, d’une conception simpliste des effets néfastes qu’aurait sur le système de santé public l’autorisation de l’accès aux services de santé du secteur privé et d’une vue trop interventionniste du rôle que les tribunaux devraient jouer, en les incitant à « remédier » aux faiblesses, réelles ou appréhendées, d’importants programmes sociaux. »

L'interprétation de la loi par les dissidents trouve un lien rationnel avec les objectifs de la Loi canadienne sur la santé :

« Les provinces canadiennes n’interdisent pas toutes l’assurance maladie privée, mais [...] elles prennent toutes des mesures pour protéger le système de santé public et empêcher la participation du secteur privé [...]  le mélange d’éléments dissuasifs varie d’une province à l’autre.  Cependant, les politiques qui structurent le régime découlent toujours de la Loi canadienne sur la santé et restent : en principe, l’accès aux soins de santé doit reposer sur le besoin et non sur la capacité de payer, mais en pratique, les provinces jugent que la croissance du secteur privé affaiblira le secteur public et réduira sa capacité d’atteindre les objectifs de la Loi canadienne sur la santé. »

Ils admettent être d'accord avec les juges majoritaires et le juge de première instance que la loi mettra en danger la vie et la « sécurité de la personne » de certains Québécois, mais ils ne voient pas la question résolue ou applicable à la Constitution. Ils affirment que « En toute probabilité, l’art. 7 s’appliquera rarement dans des circonstances sans rapport avec des procédures décisionnelles ou administratives ». Cependant, soutiennent-ils, il ne s'agit pas d'une de ces circonstances. Au lieu de cela, ils déplorent l'application trop large de la constitution :
« Notre Cour a délaissé progressivement l’interprétation restrictive de l’art. 7, qui en limitait la portée aux garanties juridiques devant être interprétées à la lumière des droits énumérés aux art. 8 à 14 »
En effet, l'argument des dissidents est que la Cour ne fait que protéger le droit de contracter et pousse le Canada dans sa propre ère Lochner.
Ils caractérisent l'utilisation par la majorité du mot « arbitraire » comme signifiant « pas nécessaire », affirmant que si cela était vrai, cela exigerait des tribunaux qu'ils interfèrent trop avec les législateurs.
L'objection finale des dissidents concerne l'extension par les juges majoritaires du raisonnement dans R. c. Morgentaler. Les juges Binnie et LeBel distinguent R. c. Morgentaler de la présente affaire, car la première concernait  un principe d'« injustice manifeste » et la responsabilité pénale, et non l'arbitraire et la politique de santé publique, ce qui, selon eux, nécessite une approche analytique très différente.

## Conséquences
À la suite de ce jugement, l'État du Québec disposait d'une année pour apporter des preuves tangibles d’amélioration du système, ce qui était certainement impossible.
La jurisprudence a été étendue à l'ensemble des provinces.[réf. nécessaire]